# Авторська пісня
Авторська пісня (також співана поезія, бардівська пісня) — пісенний жанр, що виник у середині XX століття в СРСР; термін радянської фразеології в офіційній радянській культурі на позначення музичного твору автора-виконавця («барда») з незалежним від культурної політики радянської влади текстом — поза офіційною радянською естрадою чи аматорською художньою самодіяльністю, окремі твори якого були відомі часто без виступів співака-виконавця на естрадній сцені. Поезія часто представлена у вигляді розповіді. Термін застосовується для опису подій до 1960 року, хоча паралельно використовується на пострадянському просторі й тепер. Після розпаду Радянського Союзу зменшив значення на користь популярних нині різноманітних стилів.
Виражальні засоби та характерні риси А.п.:
- змістове та якісне навантаження на поетичний текст;
- наспівність, природність, мелодійність та гармонічна функціональність музичного матеріалу;
- настрій довірливого спілкування;
- камерність виконання;
- Антирадянщина.

Спершу основу жанру становили студентські та туристські пісні, які відрізнялися від «офіційних» (таких, що розповсюджувалися державними каналами) домінуванням особистісної інтонації, живим, неформальним підходом до теми. Пісні написані для того, щоб їх співали та не продавали, адже в СРСР барди часто працюють професіоналами не офіційно — не як професійна «естрада» чи аматорська «художня самодіяльність», котрі повинні були розвиватись за законами і принципами радянського суспільства і являє собою навчально-виховний творчий процес трудящих в соціалістичному суспільстві. Бардівські поезії можна грубо класифікувати за двома основними жанрами: туристична пісня та політична пісня, хоча деякі інші підранги також відомі, такі як позашлюбна пісня та піратська пісня.
Окремі твори з'явилися ще в 1930-х (романтичні пісні П. Когана і Г. Лепського, найвідомішою з яких є «Бригантина», а також ранні пісні Михайла Анчарова). Зазвичай (хоч і не завжди) автори пісень цього жанру є водночас авторами і віршів, і музики — звідси назва.
На початку 1950-х потужний пласт авторських пісень з'явився в студентському середовищі, зокрема, на біологічному факультеті МДУ (найвідоміші автори — Г. Шангін-Березовський, Дмитро Сухарєв, Л. Розанова) і в Педагогічному інституті ім. Леніна (Юрій Візбор, Юлій Кім, Ада Якушева). Широкої популярності авторська пісня набуває в середині 1950-х, з появою магнітофона. В цей час почали складати пісні Булат Окуджава і Новелла Матвєєва. Пізніше, в 1960-ті і 70-ті, класиками жанру стали Олександр Галич, Володимир Висоцький, Володимир Туріянський, Віктор Берковський, Сергій Нікітін, Олександр Городницький,  Юрій Кукін, Олександр Мірзаян,  Віктор Луферов,  Олександр Суханов, Вероніка Доліна, в 80-х і 90-х до них додалися Михайло Щербаков і творчий дует Олексія Іващенка і Георгія Васильєва («Ивасик»).
Перші авторські пісні українською мовою виникли в Києві у середині 1960-х (А. Горчинський — «Троянди на пероні», «Квітка ромена»), на початку — у Львові у вигляді співаної поезії (В. Морозов). Вона відрізняється більшою роллю музики в її співвідношенні зі словом, активнішими творчими пошуками, інтересом до фольклору, ширшими функціями (пробудження нац. самосвідомості та інтересу до укр. мови й культури).
У Києві перший концерт україномовної авторської пісні відбувся 1985 в молодіжному театрі з ініціативи тодішнього головного режисера Л. Танюка. 1988 у Львові з'явився театр авторської пісні «Не журись!» (В. Морозов, А. Панчишин, Т. Чувай та ін.). На хвилі національного піднесення в Україні 1988–91 років україномовна авторська пісня вийшла з «андеґраунду» й розквітла на фестивалях «Червона рута» й «Оберіг».
Відтоді визначалися такі лінії авторської пісні: поп-бард (В. Морозов, Л. Бондар, згодом С. Підкаура, С. Шишкін, гурти «Очеретяний кварк», «Чорні черешні»), рокбард (гурт «Рутенія», пізніше — М. Алімов, гурти «Арахнофобія», «ЗАО»), гротесково-пародійна (І. Сітарський, згодом В. Асауленко, Ганна Лев, гурти «Метелики», «Дід Свистун і казкові хлопці»), імпресіоністська (І. Козаченко), особливо соціально-критична та політично-сатирична (В. Давидов, А. Панчишин, О. Смик, Тризубий Стас), національно-патріотична (Н. Бурмака, Е. Драч, К. Москалець, О. Покальчук, згодом Ю. Коваленко, А. Сенченко, В. Чудик), у тому числі її неокобзарське відгалуження (В. Жданкін, пізніше Ю. Баришовець, І. Виспінський, В. Непом'ящий, Р. Терентьєв). Останнє та її відгалуження здебільшого побудовано на особливостях українського фольклору, по-сучасному переосмислених або стилізованих.
На фоні історичних подій в Україні відбувається активне відродження української співаної поезії, українські автори та виконавці власних пісень та співаної поезії об'єднуються з метою популяризації українського слова та виведення української співаної поезії з андеграунду. Так, у Рівному створено клуб авторської пісні та співаної поезії «BACKinБАРД», ініціатором створення якого виступила письменниця, перекладач, бард Валентина Люліч.
Цю хвилю підтримали інші регіони України, зокрема Львів, де за ініціативи Оксани Чухліб місцеві барди також об'єдналися у клуб. Вже у травні 2021 року за ініціативи Валентини Люліч та голови спілки Андрія Пастушенка при Рівненському обласному відділенні Національної всеукраїнської музичної спілки вперше в Україні створено Асоціацію діячів авторської пісні та співаної поезії. Таким чином, такий жанр як українська авторська пісня та співана поезія практично легалізовано на національному рівні серед інших мистецьких жанрів. Головою асоціації обрано Валентину Люліч. Членство у Національній всеукраїнській музичної спілці отримали Валентина Люліч, Валерій Марченко, Лідія Гольонко, Наталія Павелко, Микола Тимчак. Цього ж року за ініціативи Валентини Люліч в об'єднанні з іншими авторами-виконавцями створено Український клуб авторської пісні та співаної поезії, який вона очолила.
Вже у 2021 році до ювілейної ріічниці Незалежності України у місті Рівному відбувся фестиваль сучасної української авторської пісні та співаної поезії «СЛОВОСПІВ», у якому взяли участь відомі українські автори-виконавці, зокрема: Едуард Драч, Наталка Криничанка, Дмитро Лінартович, Микола Тимчак, Олександр Смик та багато інших. Ідейною натхненницею фестивалю та співзасновником виступила Валентина Люліч. Віднині до української авторської пісні та співаної поезії активно використовується термін «словоспів». З метою продовження традиції та розвитку української авторської пісні та співаної поезії останньою створено хіт-парад авторської пісні "СЛОВОСПІВ", ведучою якого вона є.